# Stagonopleura oculata
Il diamante orecchie rosse (Stagonopleura oculata Quoy & Gaimard, 1830) è un uccello passeriforme della famiglia degli Estrildidi.

## Distribuzione ehabitat
Questo uccello occupa un areale piuttosto limitato, rappresentato dalla porzione sud-occidentale dell'Australia Occidentale, nell'entroterra della città di Perth. Questa specie si è adattata a vivere in un ambiente molto particolare come è la foresta di Eucalyptus marginatus con presenza di un denso sottobosco cespuglioso e di radure erbose sparse: in particolare, il diamante orecchie rosse popola i canyon e le zone pianeggianti, mentre è quasi del tutto assente dalle aree montuose.

## Descrizione

### Dimensioni
Misura fino a 12 cm di lunghezza, coda compresa, per un peso che va dagli 8 ai 14 grammi.

### Aspetto
Si tratta di un uccello dall'aspetto arrotondato, munito di un forte becco conico, piuttosto simile per forma e colorazione al congenere diamante coda di fuoco.

La colorazione è grigio-olivacea su testa, dorso, ali e coda, con presenza di striature brune su queste ultime tre parti: il petto è  bianco con striature nere, mentre le penne di fianchi e ventre sono bianche con un largo orlo nero, dando a queste due parti un caratteristico aspetto a mosaico. Il codione è di colore rosso carminio, così come rossa è una macchia situata poco dietro gli occhi, alla quale la specie deve il proprio nome comune: dai lati del becco, che è rosso, parte una banda nera che raggiunge gli occhi, bruno scuri con presenza di cerchio perioculare bianco-bluastro, a formare una mascherina. Le zampe sono di colore carnicino-grigiastro.

## Biologia
Si tratta di uccelli che vivono in piccoli gruppi familiari, che passano la maggior parte del tempo fra i cespugli, scendendo piuttosto raramente in campo aperto e rifugiandosi nel folto della vegetazione arborea per riposare durante la notte, in nidi appositamente costruiti. Questi uccelli sono stanziali, tuttavia soprattutto i giovani tendono ad effettuare piccoli spostamenti alla ricerca di territori da colonizzare attorno al primo anno di vita.

### Alimentazione
Il diamante orecchie rosse è un uccello fondamentalmente granivoro, che si nutre principalmente di semi di graminacee e casuarina: soprattutto durante il periodo riproduttivo, la dieta (che può comprendere anche bacche, frutti e germogli) può comprendere anche piccoli insetti volanti.

### Riproduzione
La stagione riproduttiva coincide con la primavera australe, estendendosi pertanto fra agosto e novembre.

Ambedue i sessi collaborano alla costruzione del nido, che ha forma ellittica, misura fino a 40 cm, presenta un lungo tunnel d'accesso ed è composto da fili d'erba e foglie: esso viene ubicato sui rami terminali degli eucalipti, fra gli otto e i trenta metri d'altezza dal suolo. Al suo interno la femmina depone 4-6 uova bianche, che ambedue i sessi si alternano a covare (incubandole per circa un'ora e mezza ciascuno, salvo poi dormire assieme nel nido durante la notte) per circa venti giorni: i nidiacei vengono accuditi da entrambi i genitori per circa venti giorni, dopodiché rimangono nei pressi del nido per almeno altre tre settimane, tornandovi a dormire durante la notte e chiedendo sporadicamente l'imbeccata ai genitori, prima di allontanarsene definitivamente.